# Bourg-Saint-Andéol
Bourg-Saint-Andéol è un comune francese di 7 533 abitanti situato nel dipartimento dell'Ardèche della regione dell'Alvernia-Rodano-Alpi.

## Storia
Si trova nella parte bassa dell'antica Bergoïata, città gallo-romana, e fu il luogo ove il cadavere di sant'Andeolo, gettato nel Rodano dai carnefici dopo il martirio, fu portato a riva dalla corrente e recuperato segretamente da cristiani del luogo. Il martirio avvenne nel 208, sotto l'imperatore Settimio Severo, e dal santo martire il paese prese il nome.

## Società

### Evoluzione demografica
Abitanti censiti